# 阿尔科韦迪
阿尔科韦迪是巴西伯南布哥州的一个市镇。总面积353平方公里，总人口68000人，人口密度192.6人/平方公里。